# Treasure Island (Florida)

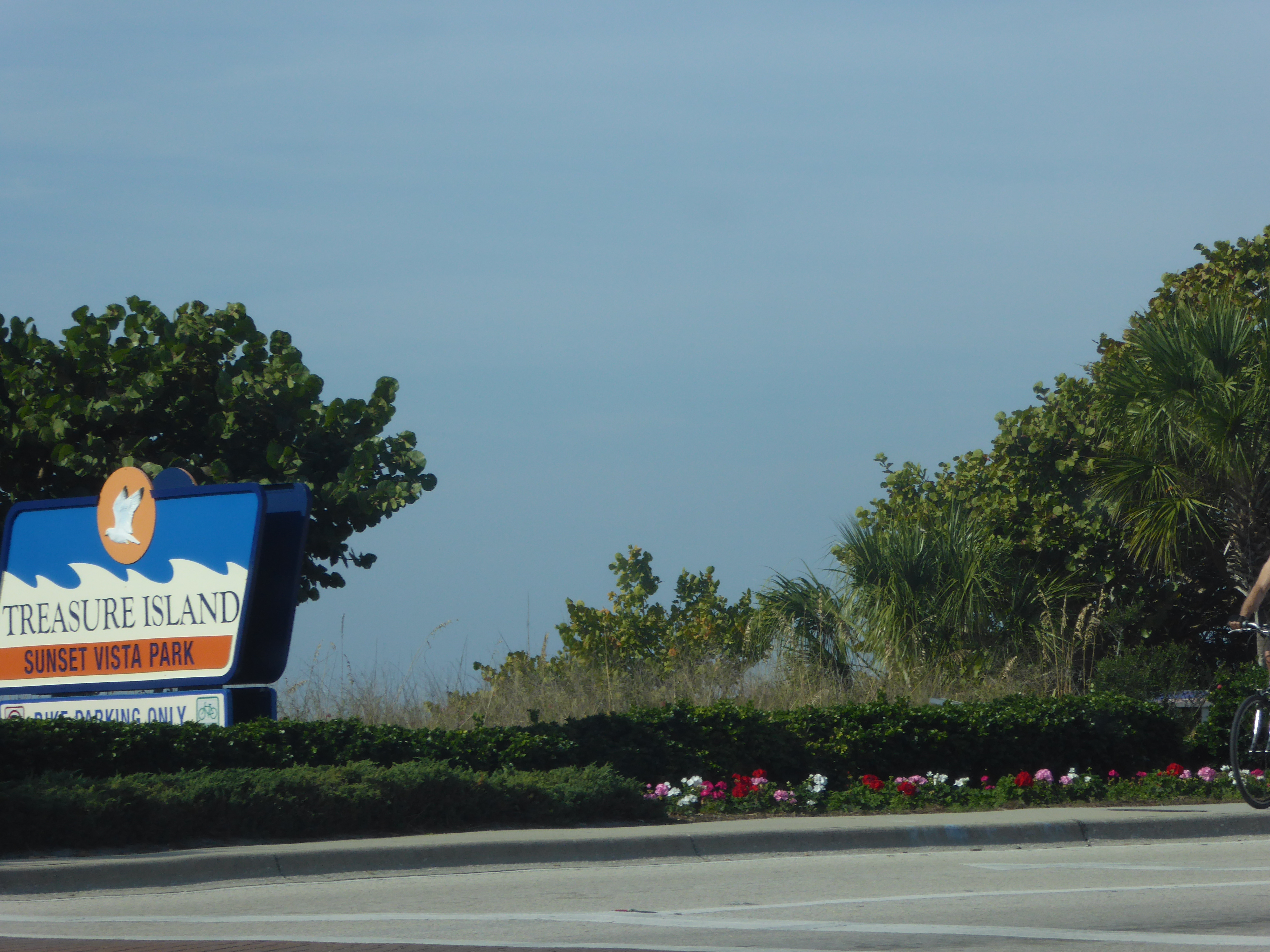
Cartello dI Treasure Island (2014)

Treasure Island è una città degli Stati Uniti d'America, situata in Florida, nella Contea di Pinellas.